# Marcelo Bielsa
Marcelo Alberto Bielsa Caldera (địa phương [marˈselo alˈβerto ˈβjelsa ˈkaldeɾa], nickname Loco Bielsa [ˈloko ˈβjelsa], tiếng Anh: Madman Bielsa; sinh ngày 21 tháng 7 năm 1955) là một huấn luyện viên bóng đá người Argentina, hiện đang dẫn dắt Đội tuyển bóng đá quốc gia Uruguay. Bielsa từng huấn luyện các câu lạc bộ bóng đá và hai đội tuyển bóng đá quốc gia Argentina và Chile. Tại Chile, ông có được địa vị tôn kính bởi những kết quả tích cực của đội tuyển quốc gia dưới sự huấn luyện của ông. Những cử chỉ và cá tính của ông trong thời gian ở Chile đã chiếm được sự chú ý của các phương tiện truyền thông và mở ra hàng loạt những tranh cãi nhỏ trong cả giới thể thao và chính trị. Ngày 8 tháng 8 năm 2015, Bielsa từ chức huấn luyện viên của Marseille và ngày 8 tháng 7 năm 2016, ông bất ngờ từ chức huấn luyện viên Lazio chỉ sau 2 ngày được bổ nhiệm.
Năm 1980, sau khi giã từ sự nghiệp chơi bóng, Bielsa quyết bắt đầu sự nghiệp làm huấn luyện viên bóng đá. Công việc đầu tiên của ông là quản lý đội trẻ của câu lạc bộ Argentina Newell's Old Boys. Năm 1990. Bielsa được giao nhiệm vụ huấn luyện đội một của Newell, nơi sau này ông sẽ tiếp tục giành danh hiệu Torneo Apertura 1990 và Torneo Integración 1990-91 khi đánh bại Boca Juniors trên chấm phạt đền. El Loco huấn luyện đội bóng tiến đến trận chung kết của Copa Libertadores 1992 trước khi thua São Paulo FC trên chấm luân lưu. Vài tuần sau thất bại trong trận chung kết Copa Libertadores, Bielsa và Newell cùng đoạt danh hiệu Torneo Clausura 1992.

## Khởi nghiệp
Khi còn là một đứa trẻ, Bielsa đã lựa chọn hâm mộ Newell's Old Boys thay vì những đội láng giềng và kình địch truyền kiếp Rosario Central, đội bóng mà cha anh nhiệt tình ủng hộ. Xuất thân từ một gia đình ngập tràn chính trị và pháp luật, Bielsa quyết định phá vỡ truyền thống gia đình bằng cách cống hiến trọn đời mình cho bóng đá. Thiên hướng của ông hoàn toàn trái ngược với của người anh trai Rafael - một nhà chính trị gia tính đến năm 2007, đại biểu quốc gia từ quận thủ đô của Buenos Aires, trong khi đó chị gái ông María Eugenia là cựu thống đốc của Santa Fe. Ông chơi ở vị trí hậu vệ trong đội hình chính của Newell's Old Boys, nhưng sớm giải nghệ ở tuổi 25. Bielsa tiếp tục phát triển sự nghiệp huấn luyện viên của mình trong đội bóng đó  sau khi qua kì thi làm giáo viên thể chất. Ông dẫn dắt Newell tới vài chiến thắng trong đầu thập niên 1990. Ông chuyển tới Mexico năm 1992, huấn luyện vắn tắt Club Atlas và Club América. Bielsa trở lại Argentina năm 1997 để dẫn dắt Vélez Sársfield.

## Sự nghiệp huấn luyện

### Đội tuyển quốc gia Argentina
Năm 1998 Bielsa được giao nhiệm vụ làm huấn luyện viên trưởng tại Espanyol nhưng ông sớm từ chức sau khi nhận lời đề nghị tới làm việc tại đội tuyển bóng đá quốc gia Argentina trong năm sau đó; ông tiếp quản đội bóng sau quãng thời gian bốn năm Daniel Passarella tại vị. Argentina giành chiến thắng ở World Cup 2002 nhưng không vượt qua được vòng đấu loại trực tiếp đầu tiên. Mặc dù vậy, Bielsa được trao cơ hội thứ hai để dẫn dắt Argentina đi tới thành công lớn và ở lại vị trí của ông. Albicelestes là á quân Copa América 2004 và đoạt tấm huy chương vàng của Thế vận hội Mùa hè 2004. Đội bóng của ông trở thành đội bóng Mỹ Latin đầu tiên giành được huy chương tại kỳ Thế vận hội ở môn bóng đá kể từ năm 1928, khi Argentina đánh bại Paraguay trong trận chung kết. Bielsa từ chức vào cuối năm 2004 và José Pekerman trở thành người kế nhiệm của ông tại Argentina.

### Đội tuyển quốc gia Chile
Dưới sự dẫn dắt của ông đội tuyển bóng đá quốc gia Chile trải qua những cái nhất tích cực và tiêu cực trong lịch sử. Lần đầu tiên trong lịch sử, Chile có khả năng kiếm được một điểm khi chơi trước Uruguay tại Montevideo. Chile cũng chịu thất bại nặng nề nhất từ trước đến nay khi chơi trên sân nhà trong trận thua vòng loại 3-0 trước Paraguay. Thành tích tồi tệ này còn lặp lại khi Chile để thua 3-0 trước Brazil, đánh dấu thất bại sân nhà trước Brazil trong một trận đấu vòng loại trong 50 năm trở lại đây. Ngày 15 tháng 10 năm 2008, Bielsa vạch ra chiến thuật đánh bại Argentina 1-0; đây là chiến thắng đầu tiên của Chile trước Argentina trong một trận đấu chính thức và thúc đẩy sự ra đi của huấn luyện viên Argentina Alfio Basile.

### Athletic Bilbao
Ngày 3 tháng 10 năm 2011, Bielsa, một người mộ đạo Công giáo đã đến thăm Poor Clares của Guernica bên cạnh vợ mình. Ông muốn họ cầu nguyện cho đội bóng của ông, những gì họ từng làm từ trước đến nay. Việc ký hợp đồng của tiền vệ U-21 Tây Ban Nha Ander Herrera được thống nhất trước khi kết thúc mùa giải, mặc dù ngôi sao trẻ này quyết định ở lại với câu lạc bộ khởi nghiệp Real Zaragoza giống như một thái độ tôn trọng khi họ chiến đấu chống xuống hạng. Tuy nhiên các cầu thủ bắt đầu điều chỉnh một số thay đổi khi mùa giải phát triển và sau chiến thắng sân khách trước kình địch địa phương Real Sociedad. Bilbao có một phong độ tốt trong mùa thu bao gồm thắng lợi trước Paris St-Germain, Osasuna và Sevilla cũng như những trận hòa không tưởng với Valencia và Barcelona, đồng thời chỉ đánh rơi điểm số trước đối thủ mới thăng hạng Granada. Đội bóng cũng kết thúc trong tốp đầu bảng đấu tại Europa League và đánh bại Lokomotiv Moskva ở vòng 32 đội. Sau đó Athletic còn dẫn trước Manchester United và trong chiến thắng ấn tượng 3-2 ở trận lượt đi tại Old Trafford, tiếp tục loại Quỷ đỏ khỏi vòng nốc ao với thắng lợi 2-1 trên sân nhà. Trong trận tứ kết, câu lạc bộ tiếp đón Schalke và thắng trận lượt đi 4-2, mặc dù bị dẫn trước 2-1 nhờ cú đúp của Raúl ở phút 72. Bilbao thủ hòa 2-2 với Schalke trong trận lượt về, qua đó lọt vào vòng bán kết Europa League với tổng tỉ số thuận lợi 6-4, để chạm trán Sporting Lisbon.

### Marseille
Ngày 2 tháng 5 năm 2014, chủ tịch Olympique de Marseille Vincent Labrune công bố việc thuê Bielsa làm huấn luyện viên trưởng đội bóng của ông trên đài phát thanh Pháp. Trước đó Labrune xác nhận một thỏa thuận theo nguyên tắc đã đạt được sau trận hòa 0-0 của câu lạc bộ với Lille ở Ligue 1 ngày 20 tháng 4. Bielsa ký hợp đồng hai năm để bắt đầu làm việc sau kì FIFA World Cup 2014, do đó trở thành huấn luyện viên người Argentina đầu tiên của câu lạc bộ.
Ngày 8 tháng 5 năm 2015, sau khi thất bại trận mở màn Ligue 1 gặp Caen, việc Bielsa tuyên bố từ chức là kết quả của những xung đột với người quản lý của ông.

### Lazio
Ngày 6 tháng 7 năm 2016, Bielsa được bổ nhiệm làm huấn luyện viên của Lazio. Ngày 8 tháng 7 năm 2016, Bielsa đồng ý từ chức huấn luyện viên Lazio chỉ sau hai ngày được bổ nhiệm. Lazio đã đưa ra hành động pháp lý chống lại Bielsa vì vị phạm hợp đồng, kiện ông 50 triệu €.

## Thống kê huấn luyện
Tính đến 13 tháng 12 năm 2015
| Đội             | Từ                  | Đến                 | Kỷ lục  | Kỷ lục | Kỷ lục | Kỷ lục | Kỷ lục        |
| Đội             | Từ                  | Đến                 | Số trận | Thắng  | Hòa    | Thua   | Tỉ lệ thắng % |
| --------------- | ------------------- | ------------------- | ------- | ------ | ------ | ------ | ------------- |
| Argentina       | 1998                | 2004                | 68      | 42     | 16     | 10     | 061,76        |
| Chile           | 11 tháng 7 năm 2007 | 4 tháng 2 năm 2011  | 66      | 34     | 12     | 20     | 051,52        |
| Athletic Bilbao | 7 tháng 7 năm 2011  | 30 tháng 6 năm 2013 | 112     | 43     | 31     | 38     | 038,39        |
| Marseille       | 17 tháng 5 năm 2014 | 8 tháng 8 năm 2015  | 41      | 21     | 7      | 13     | 051,22        |
| Lazio           | 6 tháng 7 năm 2016  | 8 tháng 7 năm 2016  | 0       | 0      | 0      | 0      | —             |
| Tổng cộng       | Tổng cộng           | Tổng cộng           | 282     | 137    | 65     | 80     | 048,58        |